# Free Republic
Free Republic, транскрипция «фри репаблик» (в переводе с англ. — «свободная республика») — американский интернет-форум и чат консервативной направленности. Его контент создают сами пользователи. Основан Джимом Робинсоном. Содержится на пожертвования читателей. Некоторые эксперты называют ресурс одним из старейших и самых влиятельных среди консервативных в США. Существование площадки сопровождалось скандалами — в том числе обвинениями по поводу незаконного использования контента из других СМИ.

## История
Free Republic основан в 1996 году. Для широкого круга читателей он был открыт годом позднее. Сайт модерируется из Калифорнии основателем, его братом и небольшим количеством нанятых сотрудников. Он зарегистрирован на некоммерческую структуру в 1998. В следующем году на него стала вести ссылка с Drudge Report. Ресурс не размещает у себя рекламу, но проводит кампании по сбору средств. На главной странице висит счетчик собранных денег и указана сумма, которую необходимо скопить. В начале 2020 года собиралось 88 000 долларов на первый квартал. Дизайн ресурса примитивный — на белом фоне множество разноцветных заголовков. Он не менялся с момента основания Free Republic. Темы идут сплошной лентой вертикально — одна за одной. Справа синим цветом выделены «горячие новости» и «первополосные» публикации.
Согласно статистике сайта https://www.similarweb.com в январе 2020 года посещаемость сайта равнялась 4 млн 200 тысячам посетителей в месяц.
На Free Republic высказывались люди, имевшие непосредственное отношение к скандалу Клинтон-Левински. Ресурс имел отношение к попытке импичмента президента США, замешанного в сексуальном скандале и был одним из главных драйверов этого процесса. Между сайтом и двумя американским СМИ — Washington Post и Los Angeles Times шло разбирательство по поводу воровства контента. Ещё одна скандальная ситуация с участием Free Republic — сайт блокировал сторонников Рудольфа Джулиани. Free Republic вместе с Drudge Report высмеивал демократов, в том числе Барака Обаму.